# Perry Como
Pierino Ronald Como, de nombre artístico Perry Como (Canonsburg, Pensilvania; 18 de mayo de 1912-Jupiter Inlet Colony, Florida; 12 de mayo de 2001) fue un cantante de música popular, uno de los llamados crooner, actor y presentador de televisión estadounidense de origen italiano. Su carrera abarcó más de medio siglo y grabando exclusivamente para RCA Victor por 44 años después de firmar con el sello en 1943. "Mr C" como era apodado, es considerado uno de los crooners más importantes e influyentes del siglo XX, ampliamente respetado por su estilo vocal cálido, relajado y afinado, así como por su imagen pública amable y profesional. Ha vendido más de 100 millones de discos en todo el mundolo que lo convierte en uno de los artistas más exitosos en la historia de la música popular. Fue pionero en los programas de variedades transmitidos por la televisión. Sus espectáculos semanales y sus especiales por la televisión fueron transmitidos a través del mundo. La revista Billboard recuerda las grabaciones oficiales con RCA resumiendo en estas pocas palabras: "50 años de música y una vida bien vivida. Un ejemplo de todo". Pertenece a la misma generación de Frank Sinatra, Dean Martin, Sammy Davis Jr., Al Martino, Tony Bennett, entre otros. 
Perry Como recibió 5 Emmys de 1955 a 1959, un premio Christopher en 1967 y un premio Peabody junto a su amigo Jackie Gleason en 1956. Fue inducido al salón de la fama de la Academia de Artes y Ciencias de la Televisión en 1990 recibido en el Kennedy Center Honor en 1987. De manera póstuma recibió un Grammy de por vida en el año 2002. Fue inducido al Salón de la Fama de Long Island en el año 2006. Esta distinguido de tener tres estrellas en el Paseo de la Fama de Hollywood por su trabajo en la radio, televisión y en la música.

## Biografía

### Primeros años
Perry Como nació en Canonsburg, Pensilvania. Fue el séptimo de diez hijos y el primer hijo nacido en Estados Unidos de Pietro Como y Lucia Travaglini, quienes ambos emigraron a los Estados Unidos en 1910 desde la ciudad de los Abruzzese de Palena, Italia. No comenzó a hablar inglés hasta que ingresó a la escuela, ya que la familia Como hablaban italiano en casa. La familia tenía un órgano de segunda mano que su padre había comprado por 3 dólares; tan pronto como Perry Como pudiera caminar, se dirigía al instrumento, bombeaba los fuelles y tocaba la música que había oído. Pietro, un molinero y un aficionado a la música barítono, y todos sus hijos asistían a clases de música, incluso si él apenas podía pagarlos. En una rara entrevista en 1957, la madre de Como, Lucía, describió cómo su hijo pequeño también asumió otros trabajos para pagar más lecciones de música; Como aprendió a tocar muchos instrumentos diferentes, pero nunca tuvo una lección de voz. Mostraba más talento musical en su adolescencia como trombón en la banda de música de la ciudad, tocando la guitarra, cantando en bodas y como organista en la iglesia. Como fue miembro de la banda italiana de Canonsburg junto con el padre del cantante Bobby Vinton, el líder de la banda Stan Vinton, que a menudo era cliente de su peluquería. 
El joven Como comenzó a ayudar a su familia a los 10 años, trabajando antes y después de la escuela en la peluquería de Steve Fragapane por 50 centavos de dólar a la semana. A los 13 años se había graduado para tener su propia silla en la peluquería Fragapane, aunque estaba arriba en una caja para atender a sus clientes. También fue en esta época cuando el joven Como perdió el salario de su semana en un juego de dados. Lleno de vergüenza, se encerró en su habitación y no salió hasta que el hambre lo venció. Se las arregló para contarle a su padre lo que había pasado con el dinero del que dependía su familia. Su padre le dijo que tenía derecho a cometer un error y que esperaba que su hijo nunca hiciera nada peor que esto. Cuando Perry tenía 14 años, su padre ya no pudo trabajar debido a una enfermedad cardíaca grave. Como y sus hermanos se convirtieron en el apoyo de la familia. 
A pesar de su habilidad musical, la principal ambición de Como era convertirse en el mejor peluquero de Canonsburg. Practicando con su padre, el joven Como dominó las habilidades lo suficientemente bien como para tener su propia tienda a los 14 años. Uno de los clientes habituales de Como en la peluquería era dueño de una cafetería griega que incluía un área de peluquería, y le preguntó al joven barbero si le gustaría hacerse cargo de esa parte de su tienda. Como tenía mucho trabajo después de mudarse a la cafetería, tuvo que contratar a dos barberos para que lo ayudaran. Sus clientes trabajaban principalmente en las acerías cercanas. Estaban bien pagados, no les importaba gastar dinero en sí mismos y disfrutaban de las interpretaciones de las canciones de Como. Perry lo hizo especialmente bien cuando uno de sus clientes se casaría. El novio y sus hombres se beneficiarían de todos los tratamientos que Como y sus asistentes tuvieran que ofrecer. Como cantó canciones románticas mientras se entretenía con el novio mientras los otros dos barberos trabajaban con el resto de la fiesta del novio. Durante la preparación de la boda, el novio los amigos y familiares vendrían a la tienda con regalos en dinero para Como. Se hizo tan popular como un "peluquero de bodas" en la comunidad griega que le pidieron que diera sus servicios en Pittsburgh y en todo el estado de Ohio.

### El canto como carrera
En 1932, Como abandonó Canonsburg, se mudó a unas 100 millas de distancia de Meadville, Pensilvania, donde su tío tenía una peluquería en el Hotel Conneaut.  Alrededor de 80 millas de Cleveland, era una parada muy popular en el itinerario para bandas de baile que trabajaron a lo largo del valle del Ohio. Como, Roselle y sus amigos habían ido a las cercanías de Cleveland; sus buenos tiempos los llevaron al Silver Slipper Ballroom donde estaban tocando Freddy Carlone y su orquesta. Carlone invitó a cualquiera que pensara que podría tener talento para venir a cantar con su banda. El joven Como estaba aterrorizado, pero sus amigos lo promovieron y lo empujaron al escenario. Carlone estaba tan impresionado con el desempeño de Como que inmediatamente le ofreció un trabajo. 
El joven no estaba seguro de si debía aceptar la oferta que Freddy Carlone había hecho, por lo que regresó a Canonsburg para hablar sobre el asunto con su padre. Perry esperaba que su padre le dijera que se quedara en el negocio del peluquero, pero para su sorpresa, su padre le dijo que si no aprovechaba la oportunidad, tal vez nunca supiera si podría ser un cantante profesional. La decisión también se tomó con un ojo en las finanzas; Como ganó alrededor de 125 dólares por semana en su peluquería, mientras que el trabajo con Carlone daba 28 dólares por semana. Roselle estaba dispuesta a viajar con su esposo y la banda, pero el salario no era suficiente para mantener a dos personas en la gira. Perry y Roselle se casaron en Meadville el 31 de julio de 1933; Cuatro días después, Como se unió a la banda de Freddy Carlone y comenzó a trabajar con ellos. Roselle regresó a casa a Canonsburg; Su esposo estaría en la gira durante los próximos 18 meses. 
Tres años después de unirse a la banda de Carlone, Como se mudó a la Orquesta de Ted Weems y sus primeras fechas de grabación. Como y Weems se conocieron en 1936 mientras la orquesta de Carlone tocaba en Warren, Ohio. Inicialmente, Perry no aceptó la oferta de unirse a la orquesta de Weems. Al parecer, dándose cuenta de que era el mejor movimiento para su joven vocalista, Freddy Carlone lo instó a firmar con Weems. Art Jarrett acababa de dejar la organización Weems para comenzar su propia banda. Weems necesitaba un vocalista; Como recibió un aumento, ya que Weems le pagó 50 dólares por semana, y su primera oportunidad de ser conocido en todo el país. Ted Weems y su orquesta se asentaron en Chicago y fueron habituales en El programa de Jack Benny y Fibber McGee y Molly.
Fue aquí donde el joven Como adquirió el estilo polaco y su propio estilo con la ayuda de Ted Weems. La radio WGN, afiliada a la Mutual en Chicago, amenazó con dejar de transmitir las transmisiones de Weems desde Palmer House de Chicago si el nuevo cantante de Weems no mejoraba. Weems tenía grabaciones de algunos programas de radio anteriores. Una tarde él y Como los escucharon después del espectáculo. Al escucharlos, Como se sorprendió al darse cuenta de que nadie podía distinguir las palabras de las canciones que estaba cantando. Weems le dijo a Como que no había necesidad de recurrir a los trucos vocales, lo que hacía falta era cantar desde el corazón. 
La primera grabación de Como con la banda de Weems fue una canción novedosa llamada "No puedes tirar la lana sobre mis ojos", grabada para el sello Decca Records en mayo de 1936. Durante una de las primeras sesiones de grabación de Como con la orquesta de Weems, se le dijo que se deshiciera de "ese niño" (Como) porque se parecía demasiado a Bing Crosby, quien también grabó para Decca. Antes de que Como pudiera responder, Ted Weems habló diciendo que Como era parte de la sesión o que habían terminado. En el momento en que Como había estado con Ted Weems por un año, fue mencionado en un anuncio de Radio NBC de la revista Life de 1937, para Fibber McGee y Molly como "causante de aleteos (flutter) cardíacos con sus cantos". El programa de radio semanal,, que se emitió en NBC desde 1940 hasta 1944, fue un concurso musical tipo "tocan la banda", donde Weems y su orquesta fueron la banda principal de 1940 a 1941.

### RCA Victor y la radio
Al llegar a Chicago para presentaciones en 1947, Como se encuentra con sus jóvenes fanáticos, quienes se cortan el cabello junto con una canción.
El primer hijo de los Como, Ronnie, nació en 1940 mientras la banda de Weems trabajaba en Chicago. Como dejó la actuación para estar al lado de su esposa, a pesar de que lo amenazaron con despedirlo. [49] Aunque Perry ganaba ahora $ 250 por semana y los gastos de viaje para la familia no eran un problema, el joven Ronnie no podía acostumbrarse a una rutina normal cuando podían permanecer en un solo lugar por un período de tiempo. El programa de radio Beat the Band no siempre se originó en Chicago, pero a menudo se realizaba desde lugares como Milwaukee, Denver y St. Louis, ya que la banda seguía tocando por compromisos en la gira mientras formaba parte del programa de radio. Los Como decidieron que la vida en las giras no era un lugar para tratar de criar a un niño, y Roselle y el bebé regresaron a Canonsburg.
A fines de 1942, Como tomó la decisión de abandonar la banda de Weems, incluso si eso significaba dejar de cantar. Regresó a Canonsburg, su familia y su oficio, cansado de la vida de la gira sin su esposa y su hijo pequeño. Como recibió una oferta para convertirse en un imitador de Frank Sinatra, pero optó por mantener su propio estilo. Mientras Perry estaba negociando un contrato de arrendamiento de una tienda para volver a abrir una peluquería, recibió una llamada de Tommy Rockwell en General Artists Corporation, quien también representaba a Ted Weems. Como atendió muchas otras llamadas que también traían ofertas, pero le gustaba y confiaba en Rockwell, que le estaba ofreciendo su propio programa de radio del sistema de transmisión de Columbia (no patrocinado) Columbia (CBS) y ofreciéndole un contrato de grabación. Las ofertas también eran atractivas porque significaba quedarse en Nueva York sin más recorridos por carretera. Mientras Perry reflexionaba sobre la oferta de trabajo, Roselle le dijo: "¡Siempre puedes conseguir otra peluquería si no funciona!" Pero ahora era el momento de volver al trabajo. Como dijo en una entrevista de 1983, "pensé que me divertiría y me iría a casa a trabajar".
Perry salió al aire para CBS el 12 de marzo de 1943. El siguiente movimiento de Rockwell fue inscribir a Como en el famoso Club nocturno de Copacabana durante dos semanas a partir del 10 de junio de 1943. Una semana más tarde firmó su primer contrato con RCA Víctor y tres días después de eso grabó su primer disco, "Goodbye, Sue", para la compañía. Fue el comienzo de una relación profesional de 44 años. Se convirtió en un artista muy exitoso en los compromisos de teatro y clubes nocturnos. Las dos semanas iniciales de Como en el Copacabana en junio se extendieron hasta agosto. Hubo momentos en que Frank Sinatra le pediría a Como que se ocupara de él en sus actuaciones en el Teatro Paramount. 
La locura de canturrear estaba en su apogeo durante este tiempo y las adolescentes "bobby soxer" y "swooner" que estaban locas por Sinatra agregaron a Perry Como a su lista. Un club de "swooners" lo votó como "Crooner del año" en 1943. La cola para una actuación de Perry Como en Paramount fue de tres profundos y se extendió alrededor de la manzana. La popularidad de Como también se extendió a un público más maduro cuando cantó en el Versailles y regresó a Copacabana, donde la gerencia colocó cartas de "SRO-Swooning Ruled Out" (desmayo descartado) en sus mesas. 
Doug Storer, quien era gerente de publicidad en la Blackman Company en ese momento, se convenció de las habilidades de Como después de escucharlo en su programa de radio CBS no patrocinado. Storer produjo una demoGrabación de un programa de radio con Como y la Orquesta de Mitchell Ayres que llevó a la agencia de publicidad que manejaba la cuenta de cigarrillos de Chesterfield. Inicialmente, a la agencia le gustaba el formato del programa, pero quería que alguien más fuera la estrella, y le pidió a Storer que obtuviera el lanzamiento del cantante que preferían, por lo que sería libre para su nuevo programa. Storer decidió no hacer nada para liberar al cantante de su contrato. Cuando la agencia lo contactó unas semanas más tarde, diciendo que estaban listos para poner el programa al aire en NBC, Storer les dijo sin rodeos que el hombre para su programa era el hombre que habían escuchado en la grabación de la demostración. El programa estaba programado para hacer su debut en aproximadamente una semana. La única opción era contratar a Como para el espectáculo. Storer luego organizó la liberación de Como de su contrato de CBS. [68]El 11 de diciembre de 1944, se mudó de CBS a NBC para un nuevo programa de radio, Chesterfield Supper Club . [69] [70] [71]
El 5 de abril de 1946, las transmisiones del Chesterfield Supper Club tuvieron lugar a 20,000 pies en el aire. Estas fueron las primeras instancias conocidas de un programa de radio completo presentado desde un avión. Como, Jo Stafford, la Orquesta de Lloyd Shaffer y todo el equipo de "Supper Club" hicieron los vuelos para los espectáculos. [72] [73] Hubo dos vuelos de transmisión "Supper Club" esa noche: a las 6 p. m. y nuevamente a las 10 p. m., para la transmisión de la costa oeste del programa. Se realizaron un total de tres vuelos. Hubo un vuelo de ensayo anterior para fines de recepción. [74]Además de los instrumentos para la banda, el avión también llevaba un pequeño piano. Debido a que los micrófonos de pie no eran muy útiles en el avión, se usaron micrófonos de mano, pero debido a la presión de la cabina, se volvieron extremadamente pesados para sostenerlos después de unos minutos. [75] Esta actuación en el aire hizo que la Federación Americana de Músicos considerara este un nuevo tipo de compromiso y emitiera un conjunto especial de tarifas para ello. [76]
Como en concierto: 
Como no había hecho una aparición en un club nocturno en 26 años cuando aceptó un compromiso en el International Hotel en Las Vegas en junio de 1970, lo que también dio como resultado su primer álbum "en vivo", Perry Como in Person en el International Hotel, Las Vegas . [77] Ray Charles, cuyos Ray Charles Singers se escucharon con Como durante más de 35 años. Formó una edición especial del grupo vocal para su apertura en Las Vegas. Antes de esto había aparecido por última vez en Copacabana de Nueva York, en 1944. [30] [78] [79] [80] Como continuó haciendo compromisos periódicos en Las Vegas y Lake Tahoe, limitando sus apariciones en clubes nocturnos a Nevada. [81]
La realización en vivo de nuevo trajo a Como una nueva sensación de disfrute. En mayo de 1974, se embarcó en su primera aparición en un concierto fuera de los Estados Unidos, un espectáculo en el London Palladium para el Variety Club de Gran Bretaña para ayudar a organizaciones benéficas para niños. [82] [83] Fue aquí donde descubrió lo que se había estado perdiendo cuando la audiencia aplaudió durante diez minutos después de que subiera al escenario. Al final del espectáculo, Como se sentó en una silla, charlando encantados con sus admiradores igualmente encantados. [84] Perry regresó al Reino Unido en noviembre para un Royal Variety Performance en beneficio del Benevolent Fund de Entertainment Artistes con la Queen Motheren asistencia. [85] [86] [87] Como fue invitado a visitar el Palacio de Buckingham el día después del espectáculo. Al principio, la invitación no se extendió a sus asociados que viajaban y trabajaban con él, y Como declinó cortésmente. [88] Cuando llegó la noticia al Palacio sobre la razón por la que Perry rechazó la invitación, se extendió para incluir a todos en la fiesta de Como y Como aceptó esta invitación. [89] Poco después anunció su primera gira de conciertos, que comenzó en el Reino Unido en la primavera de 1975. [90]
En 1982, Como y Frank Sinatra fueron invitados a entretener al presidente italiano Sandro Pertini en una cena en el Estado de la Casa Blanca cuando realizó una visita oficial. El presidente Pertini disfrutó lo suficiente de su actuación como para unirse a ellos y cantar "Santa Lucía". [91] La pareja repitió esta rutina el año siguiente en California como parte del entretenimiento para la visita de la reina Isabel Real. [19] [92] Perry estaba en el programa por pedido especial de la Reina. [93] [94]
El año 1984 encontró a Como viajando por los Estados Unidos con su gira por el 50 aniversario. Habiendo pasado la mayor parte de su vida profesional en estudios de radio o grabación y en estudios de televisión, disfrutaba haciendo presentaciones en vivo. [95] Incluso después de su cumpleaños número 80, Perry continuó las giras de conciertos. [31] [96] Sin embargo, se habían ido los suéteres cárdigan que habían sido un elemento básico de sus programas de televisión semanales, y que en realidad había odiado tener que usar. Como ahora se presentó en un esmoquin, diciendo: "Muestra respeto por la audiencia". [97] [98] El regreso a las apariciones en vivo también le brindó a Como la oportunidad de divertirse un poco con su imagen de "Mister Nice Guy" en una canción de Ray Charles y Nick Perito, [99] [100] su colaborador más cercano desde 1963, [101] escribió y compuso para él: [51] [102] [103]
¡No hace falta a un tipo equipado con ESP para ver qué está cocinando con tu curiosidad! 
¿Es "Mister Nice Guy" solo el tono de un agente de prensa? sus amigos más queridos dicen que es un ... 
¡Nunca pensaste que me verías en "Las Vegas" en vivo en Las Vegas! No he jugado en un "club" desde 1885 
Está escrito en signos de dólar (¡mejor que lo creas!) ¡Casi puedo leer tus mentes!

### Características vocales
Perry Como le dio crédito a Bing Crosby por influir en su voz y estilo. [104] [105] La voz de Perry Como es ampliamente conocida por sus acrobacias vocales de buen carácter, como se muestra en sus canciones de novedad tan populares como " Hot Diggity (Dog Ziggity Boom) ", pero Perry Como tenía otro lado. El crítico de música Gene Lees lo describe en su nota de la manga del álbum de Como Look To Your Heart de 1968 : [106]
A pesar de su inmensa popularidad, a Como rara vez se le da crédito por lo que, una vez que se detiene y piensa, es muy claro que es: uno de los grandes cantantes y uno de los grandes artistas de nuestro tiempo.
Quizás la razón por la que la gente rara vez habla de sus atributos formidables como cantante es que hace tan poco escándalo por ellos. Esa celebrada facilidad suya ha sido muy poco comprendida. La facilidad en cualquier arte es el resultado del dominio sobre los detalles del oficio. Los reúne hasta el punto en que puede olvidarse de cómo hace las cosas y concentrarse en lo que está haciendo. Como los juntó tan completamente que los músculos ni siquiera se muestran. Parece sin esfuerzo, pero se ha hecho un gran esfuerzo para hacerlo parecer. Como se sabe que es meticuloso en el ensayo del material para un álbum. Prueba las cosas en diferentes teclas, reflexiona sobre la canción, hace sugerencias, la intenta de nuevo, y otra vez, hasta que esté satisfecho. El trabajo oculto hace que se vea como el Sr. Casual, y muchas personas son atrapadas por él, pero felizmente.
–Gene Lees, nota de manga, Look To Your Heart
Desde 1989 hasta su muerte en 2001, Como coorganizó un programa semanal de radio sindicado con John Knox llamado Weekend With Perry. [107] [108] [109]

### Carrera en el cine
La buena apariencia del tipo de Hollywood de Como le valió un contrato de siete años con 20th Century Fox en 1943. Hizo cuatro películas para Fox, Something for the Boys (1944), March of Time (1945), Doll Face (1945), [ 110] [111] [112] e If I'm Lucky (1946), más Words and Music para Metro-Goldwyn-Mayer (1948). Nunca parecía estar realmente cómodo en las películas, sintiendo que los roles que le habían asignado no coincidían con su personalidad. [113] [114] [54]
Algunos mal informados agentes de la prensa de Hollywood intentaron alterar la historia de la vida de Como cambiando su ocupación anterior de barbero a minero de carbón, afirmando que sería una mejor prensa. [110] Fred Othman, un columnista de Hollywood, declaró públicamente que creía que Como el barbero era solo un truco publicitario. Perry le dio un afeitado y un corte de pelo en la peluquería de Fox Studios para demostrar que estaba equivocado. [58] [115] En 1985, Como relató la historia de su primera experiencia en rol de película en Something for the Boys. Se sentó listo para trabajar en su camerino durante dos semanas sin ser llamado. Perry pasó las siguientes dos semanas jugando al golf, que aún no se perdió en el estudio. [51]Pasaron cinco semanas antes de que lo llamaran al set, a pesar del informe urgente inicial del estudio para avisar de su trabajo. Cuando finalmente apareció Como, el director no tenía idea de quién era. [116]
En el momento en que se firmó Como, los musicales de películas estaban en decadencia y se convirtió en un jugador contratado en el estudio, donde los actores o actrices trabajaban solo cuando el estudio necesitaba completar un calendario. [116] Aunque su última película, Words and Music, fue hecha para la prestigiosa Metro-Goldwyn-Mayer, a Como no le fue mejor. Menos de dos semanas antes del estreno de la película, Walter Winchell escribió en su columna sindicada: «Alguien en MGM debe haber estado dormitando cuando escribió el guion de Words and Music. En la mayor parte de la película, Perry Como se llama Eddie Anders y al final (por ninguna razón) empiezan a llamarlo Perry Como». [117]Como solicitó y recibió un lanzamiento del resto de su contrato de película en el mismo año. [30] [104] [118] Citando a Como, "estaba perdiendo el tiempo y ellos estaban perdiendo el mío". [51]
Los comentarios de Como durante una entrevista de 1949 fueron proféticos, en lo que respecta a su éxito. En el momento en que estaba en el Chesterfield Supper Club tanto en la radio como en la televisión, "la televisión me va a hacer mucho más personal que las películas que jamás haya tenido ... La razón debería ser obvia. En la televisión, se me permite ser yo mismo; en las fotos, siempre fui otro tipo. Vengo como un vagabundo con un esmoquin ". [113] A Como se le ofrecieron algunos papeles en películas que le interesaron después de que comenzase a aparecer en los programas de televisión semanales, pero nunca hubo suficiente tiempo para dedicarse a cualquier trabajo cinematográfico. [119] [120] [121]

### Carrera en la Televisión
Los primeros años: 1948–1955 
Fotografía del canto de Perry Como, superpuesto a una ilustración de un micrófono y acompañado de una copia publicitaria, incluido el eslogan "Mutual hace música...".
Perry Como para Chesterfield, lunes, miércoles y viernes. 
Sistema de radiodifusión mutua – 1954
Perry Como se mudó a la televisión cuando la cadena NBC televisó inicialmente el programa de radio del Chesterfield Supper Club el 24 de diciembre de 1948. Un invitado muy especial en ese primer programa de televisión fue Ronnie, el hijo de ocho años de Como, como parte del coro de niños. cantando "Noche silenciosa" con su padre. [122] [123] El espectáculo era el habitual viernes por la noche en el Chesterfield Supper Club, con una excepción importante: también se emitía por televisión. [124] La transmisión simultánea experimental iba a continuar durante los tres shows del "Supper Club" del viernes, pero había funcionado muy bien, la NBC decidió extender la versión televisada hasta agosto de 1949. [113] [125]Años más tarde, Como admitió estar asustado y sentirse incómodo al principio, pero de alguna manera logró ser solo él mismo. [126] Dijo Como: "No puedes actuar en la televisión. Conmigo, lo que ves es lo que obtienes". Mientras aún se encontraba en su fase experimental, Como y el programa de televisión sobrevivieron a una transmisión local en Durham, Carolina del Norte, el 15 de abril de 1949. [127]
El 8 de septiembre de 1949, se convirtió en una ofrenda semanal de media hora los domingos por la noche, justo enfrente de Toast of the Town de Ed Sullivan. [71] [128] En 1950, Perry se mudó a CBS y el título del programa se cambió a The Perry Como Chesterfield Show, nuevamente patrocinado por los cigarrillos Chesterfield de Liggett & Myers . [129] Como fue sede de esta serie informal de variedades musicales de 15 minutos el lunes, miércoles y viernes, inmediatamente después de CBS Television News. El Show de Faye Emerson se emitió inicialmente en el mismo horario el martes y el jueves. [32] [130] En 1952, era evidente que la televisión reemplazaría a la radio como el principal medio de entretenimiento. Gary Giddins, el biógrafo de Bing Crosby, dijo en 2001: "Él (Como) vino de toda esta generación de crooners: Crosby y Sinatra, pero fue el único de ellos que descubrió la televisión". [127] El programa de televisión de 15 minutos de Como también fue transmitido simultáneamente por radio a través del Sistema de Transmisión Mutua a partir del 24 de agosto de 1953; Si bien las transmisiones del Chesterfield Supper Club se emitieron en forma simultánea por radio y televisión, esta fue la primera instancia de una transmisión simultánea entre dos redes. [131]
El contrato de CBS de Como debía expirar el 1° de julio de 1955. [132] El año anterior, se le había pedido que fuera el maestro de ceremonias y el narrador del especial del 35 aniversario de la NBC Radio. [133] En abril, Perry Como firmó un contrato "inquebrantable" de 12 años con NBC. [132] En su último programa de la CBS, el 24 de junio de 1955, Como estaba de muy buen humor, trayendo a todos los que trabajaban fuera de cámara al aire para las presentaciones. Perry probó el trabajo de la cámara y consiguió una imagen en el aire, pero una que estaba boca abajo. [134] En agradecimiento por la asociación de 11 años, su patrocinador, Chesterfield, le presentó todos los arreglos musicales utilizados durante este tiempo como un regalo de despedida. [135]

### Cántame, Sr. C .: 1955–195
Volvió a la NBC con un programa de variedades semanal de una hora con números adicionales de música y producción, bocetos de comedia y estrellas invitadas llamadas The Perry Como Show, que se estrenó el sábado 17 de septiembre de 1955. [22] Esta versión de su programa también fue tan popular en la temporada de televisión de 1956 a 1957, alcanzó el noveno lugar en las clasificaciones de Nielsen, el único programa en la NBC de esa temporada que llegó a la lista de los diez más populares.

### Los años cincuenta:. Como "la era del suéter"
"Dream Along With Me" [137] [138] de Como se convirtió en la canción principal del programa, [122] "Mr. C." recibió la primera de muchas "pilas y pilas de cartas" solicitándole que cantara una canción específica. [28] [137] [139] También fue aquí donde comenzó a usar sus suéteres tipo cárdigan de marca registrada. [122] [140] [141] El "Cántame, señor C." segmento con Como sentado en un taburete, el espectador que pidió canciones tuvo sus raíces en las primeras transmisiones televisivas de Chesterfield Supper Club. Cuando las cámaras ingresaron al estudio de radio "Supper Club", encontraron a Como y sus invitados sentados en taburetes detrás de los puestos de música. [98] [124]El tema final del programa fue "Nunca te alejarás de mí". [122] [137]
El anunciador de Perry en las transmisiones, Frank Gallop, se convirtió en un destello para los chistes de Como. Cuando comenzó el programa de televisión, no había suficiente espacio para que Gallop apareciera en el escenario; fue una "voz desde las nubes" invisible hasta la temporada de 1958 - 1959 del programa. [142] [143] Hubo tanta diversión en los ensayos como en el programa en sí. [144] La manera relajada y divertida de Como en los ensayos tranquiliza a muchos invitados nerviosos. [145] Era común que Como saliera del ensayo de la tarde del sábado durante aproximadamente media hora para confesarse. Se las arregló para ahorrar algo de tiempo al pedirle a su editor de música, Mickey Glass, que lo esperara en la fila en el confesionario. Glass, que era judío, estaba de acuerdo con esto, pero se preguntaba qué hacer si le tocaba su turno antes de que llegara Como. [146] [147] [148]
Como disfrutó mucho de lo que estaba haciendo, diciendo en una entrevista de 1989, "Me gustó mucho la televisión en vivo. La espontaneidad fue lo divertido". [127] La espontaneidad y la capacidad de ser él mismo fueron útiles para la aparición de la nadadora / actriz Esther Williams el 16 de marzo de 1957. [149] Una falla en el vestuario hizo que los espectadores vieran más de Esther que la televisión de 1950 considerada como buena. gusto; más percances en vivo show seguido. Al final del espectáculo, Williams estaba nadando en una piscina especialmente construida en el escenario para su apariencia. Como simplemente dijo: "Buenas noches, amigos", y saltó, completamente vestido, a la piscina. [150]
El 17 de diciembre de 1955, los espectadores pudieron ver de primera mano lo que Perry se ganaba la vida antes de ser un cantante profesional. El actor Kirk Douglas fue uno de los invitados de televisión de Como; Douglas se había dejado la barba para interpretar a Vincent van Gogh en Lust For Life, que había acabado de rodar esa semana. Como afeitó la barba de la película de Douglas en vivo en la televisión nacional. [151] [152] [153] El 15 de septiembre de 1956, el estreno de la temporada de The Perry Como Show se transmitió desde los nuevos estudios de televisión en color de NBC en el Teatro Ziegfeld de Nueva York, convirtiéndose en uno de los primeros programas semanales de televisión en color. [154] Además de este estreno de la temporada como un programa de televisión en color, también hubo una visita real del Príncipe Rainiero de Mónaco y su novia de seis meses, Grace Kelly. [149] Como compitió con Jackie Gleason en lo que se calificó como la "Batalla de los Gigantes" y ganó. [151] Esto rara vez se menciona, en parte porque Como comúnmente minimizó sus logros y porque los dos hombres eran amigos. [155] El ganador de las calificaciones semanales telefonearía al perdedor para obtener un simulacro de regocijo. [156] [157] En el momento culminante de esta competencia televisiva, Como le pidió a Gleason un favor: visitar su casa cuando su suegra, un gran fan de Gleason, estaba allí. Aunque la Sra. Belline no hablaba inglés y Gleason no era italiano, la madre de Roselle estaba emocionada. Como le dijo a Gleason después de la visita: "Lo que quieras, lo tienes. De hecho, incluso haré uno de tus shows para que las calificaciones sean mejores". [150] Como se encontraba entre los que se presentaron a Gleason en el Show de Jackie Gleason en 1954, cuando el artista sufrió una fractura en el tobillo y la pierna al caer al aire. [158] [159]
Un ejemplo de la popularidad de Como llegó en 1956, cuando Life realizó una encuesta entre mujeres jóvenes, preguntándoles qué hombre de la vida pública se ajustaba mejor al concepto de su marido ideal: era Perry Como. [160] Una encuesta nacional realizada en 1958 entre adolescentes estadounidenses encontró a Perry Como como el cantante masculino más popular, superando a Elvis Presley, quien fue el ganador de la encuesta del año anterior. [161] [162] En un momento dado, su programa de televisión fue transmitido en al menos otros 12 países. [163] [22] [28]
Otra forma de juzgar el valor del show de Como en la red se puede encontrar en lo siguiente: durante las pruebas de sonido en los ensayos, a menudo era difícil escuchar la voz suave de Como sin que un micrófono grande arruinara la toma de una cámara. NBC hizo que RCA diseñara un micrófono para el programa, el RCA Tipo BK-10A, que se conoció como el "micrófono de Como". El micrófono podía captar la voz de Como correctamente y era lo suficientemente pequeño como para no interferir con las tomas de la cámara. [164]

### Kraft Music Hall: 1959–1967
En 1959, Como se trasladó a las noches de los miércoles, albergó el Kraft Music Hall de Perry Como semanalmente durante los próximos cuatro años. Durante las siguientes cuatro temporadas, de 1963 a 1967, la serie se presentó como especiales mensuales alternando con Kraft Suspense Theatre, The Andy Williams Show y finalmente con The Road West. [119] [120] [122] Como se convirtió en el artista mejor pagado en la historia de la televisión hasta esa fecha, ganando una mención en el Libro Guinness de los Récords Mundiales . Como el mismo no participó en nada de esto; su compañía de producción, Roncom, llamada así por su hijo Ronnie Como, manejó la transacción junto con todos los demás asuntos comerciales de Como. [165]Como también tenía el control del programa que reemplazaría el suyo durante la pausa de la televisión de verano. Mientras que el "Sr. C". Estaba de vacaciones, los espectadores verían Perry Presents a partir de 1959. [166] [167]
A fines de 1962, después de que la crisis de los misiles cubanos se hubiese resuelto lo suficiente como para permitir que las familias de los militares evacuados regresaran a la Base Naval de la Bahía de Guantánamo en Cuba, el secretario de Defensa, Robert McNamara, estaba ansioso por hacer más por la moral. Le pidió a Perry Como que trajera su programa de televisión a la base naval. [168] Perry y su reparto y equipo estaban en Guantánamo cuando los seres queridos comenzaron su regreso. [169]Los primeros artistas en visitar la base desde la crisis, el show de Como filmado allí durante ocho días. Algunos aspectos destacados del programa, que se vio en los EE. UU. El 12 de diciembre de 1962, incluyeron el afeitado de Como, un soldado de servicio con una barba parecida a la de Castro y la participación entusiasta cuando Perry pidió voluntarios para subir al escenario para hacer el Twist con las bellas damas. que formaban parte de la compañía de danza visitante. [170] [171]
La filmación para el Kraft Music Hall, programa de Navidad que se transmitió el 17 de diciembre de 1964, comenzó en el Vaticano el 7 de noviembre. Con un permiso especial del Papa Pablo VI , Como y su equipo pudieron filmar segmentos en los jardines del Vaticano y otras áreas donde había cámaras. Nunca ha sido permitido previamente. [172] [173] El programa presentó la primera aparición en televisión del Coro de la Capilla Sixtina, y también la primera vez que un miembro que no era coro (Como) cantó con ellos. [173] [174] El coro interpretó un himno navideño en latín escrito por su director, Domenico Bartolucci, llamado "Cristo Nace", como parte de su presentación. Como le pidió a su socio, Ray Charles, que escribiera letras en inglés para la canción, usándola muchas veces en los programas de televisión y en sus álbumes de Navidad. [173] [175] The Carpenters también grabaron la canción en su primer álbum de Navidad, Christmas Portrait. [173]

### Especiales
A partir de 1967, Como comenzó a reducir sus apariciones en televisión, gradualmente se limitó a los especiales de temporada y festivos, con el énfasis en la Navidad. [121] [176] Como tenía numerosos especiales de televisión de Navidad , comenzando en la Nochebuena de 1948 y continuando hasta 1994, cuando se grabó su último especial de Navidad en Irlanda. Fueron grabados en muchos países, incluidos Tierra Santa , México y Canadá, así como en muchos lugares de los Estados Unidos, incluida la Navidad de la América colonial en Williamsburg, Virginia. El especial de Navidad de 1987 fue cancelado a instancias de un furioso Como; La American Broadcasting Company (ABC) estaba dispuesto a ofrecerle solo un espacio de sábado a las 10 p. m., tres semanas antes de las vacaciones. [177] Perry llenó el vacío anual para sus fanáticos con conciertos de Navidad en vivo en varios lugares. [31] [96] [178] [179]
El último especial de Navidad de Como se filmó en enero de 1994 en el Point Theatre de Dublín ante una audiencia de 4,500 personas, entre ellas la presidenta irlandesa Mary Robinson y la amiga de Como, la actriz Maureen O'Hara. Irish Christmas de Perry Como fue una producción del Public Broadcasting Service (PBS), realizada por una compañía de producción independiente irlandesa en asociación con RTÉ. Como, con una apariencia envejecida y enferma, tuvo gripe durante el espectáculo, que tardó cuatro horas en grabarse. [176] Al concluir el programa, Como se disculpó con su audiencia de Dublín por una actuación que sintió que no estaba a la altura de sus estándares habituales. [180]
Durante su visita a Dublín, Como visitó una peluquería llamada "The Como" en la calle Thomas. Los propietarios, fanáticos de toda la vida que nombraron su negocio en su honor, habían enviado fotografías de la tienda y cartas a Como invitándole a visitar. Fotos de Como con los barberos fueron enmarcadas en la tienda. "The Como" se cerró en 2002, pero sigue siendo un nombre familiar en The Liberties. [181]

## Vida personal: matrimonio y familia
En 1929, Como, de 17 años, conoció a Roselle Belline en un pícnic en Chartiers Creek que atrajo a muchos jóvenes del área de Canonsburg. Como, quien asistió a la comida al aire libre con otra chica, no vio a Roselle hasta que todos estuvieron alrededor de la fogata cantando y la reunión estaba llegando a su fin. Cuando llegó el turno de Como para cantar, eligió "Más de lo que sabes", con los ojos puestos en Roselle durante toda la canción. [27] Los novios adolescentes se casaron el 31 de julio de 1933. [33] [49] Criaron a tres hijos, Ronnie, David y Terri, con valores tradicionales, no relacionados con el espectáculo. [22] [32] Debido a Perry Como creía que su vida profesional y su vida personal deben mantenerse separados, se negó repetidas peticiones de entrevistas de Edward R. Murrow 's de persona a persona. [66] [182] [183]
En 1958, los Como celebraron su aniversario de bodas de plata con un viaje familiar a Italia. En el itinerario había una audiencia con el papa Pío XII. [184] Como, quien estaba sentado en un ala lateral de la iglesia de Long Island, donde asistía a la misa del domingo en un esfuerzo por evitar atraer la atención, se sintió desconcertado y molesto al regresar a casa que las fotos de la visita hicieron los periódicos de todo el mundo. Un control minucioso de las oficinas de publicidad de Como y de la NBC encontró que ninguno de los dos era responsable del lanzamiento de las fotos a los medios de comunicación; Fue hecho por el departamento de prensa del Vaticano. Cuando Perry y Roselle se convirtieron en Comandante de los Caballeros y Señora Comandante de la Orden Ecuestre de la Orden del Santo Sepulcro en 1952, fue una noticia solo después del Arzobispo Fulton J. Sheen., quien había sido honrado en la misma ceremonia, lo mencionó algún tiempo después. [22] [185] [131] [155] [186] [187]
Como sufrió una caída debilitante desde una plataforma de escenario en 1971 mientras grababa el Winter Show de Perry Como en Hollywood. [188] Los rayos X no mostraron lesiones graves en la rodilla, pero a la mañana siguiente, estaba del doble de su tamaño normal. El enfermo Como fletó un avión de regreso a su casa y a los médicos en Florida, donde un segundo examen mostró que se había roto gravemente. La rodilla fue reajustada y colocada en un yeso con un tiempo de recuperación de ocho meses. [189] [190] En 1993, fue tratado exitosamente por cáncer de vejiga. [49] Roselle murió repentinamente el 12 de agosto de 1998, a la edad de 84 años; La pareja había estado casada durante 65 años. [49] Como se reportó que fue devastada por su muerte. [191] [192]

### Persona pública
Uno de los muchos factores en su éxito fue la insistencia de Como en sus principios de buen gusto; si consideraba que algo tenía un sabor malo o cuestionable, no estaba en el programa ni en la transmisión. [193] [77] Cuando un comentario hecho por Julius La Rosa sobre la personalidad de la televisión Arthur Godfrey en The Perry Como Show fue malinterpretado, Como ofreció una disculpa al comienzo de su próximo programa, en contra del consejo de su personal. [194] [195] [196]Si bien su interpretación de "Ave María" era una tradición de sus programas de televisión de vacaciones, Como se negó a cantarla en las presentaciones en vivo y dijo: "No es el momento ni el lugar para hacerlo", a pesar de que fue la solicitud número uno de sus audiencias [197] [198]
Otra fue su naturalidad; El hombre que los espectadores veían en la televisión todas las semanas era la misma persona que podía encontrarse detrás de un carrito de compras de supermercado, en una bolera o en una cocina preparando el desayuno. [185] [199] [200] Desde su primer programa de televisión Chesterfield Supper Club, si se escribieron guiones se basaron en la forma cotidiana de hablar de Como. [193] [113] Aunque Como era ampliamente conocido por su amabilidad, estilo relajado y sencillo, no carecía de mal genio, y podía verse a veces como resultado de las frustraciones de la vida cotidiana. Mitchell Ayres, su director musical de 1948 a 1963 dijo: "Perry tiene un genio como todos los demás. Y pierde su temperamento por las cosas normales que todos los demás. Cuando conducimos, por ejemplo, y alguien lo interrumpe, realmente lo deja. El delincuente lo tiene ". [201] [202]
Bing Crosby una vez describió a Como como "el hombre que inventó el casual". [203] Su preferencia por la ropa informal no evitó que fuera nombrado como uno de los Hombres mejor vestidos que comenzó en 1946, y continuó mucho después de que Como dejó de aparecer en la televisión semanal. [204] [205] [206] Como también tenía su propia línea de ropa masculina deportiva / casual hecha por Bucknell c. principios de los años cincuenta. [207]

### Hobbies
Perry era un golfista ávido y consumado; Siempre había tiempo para intentar jugar al golf . [208] [209] "Perry Como Putters" fueron vendidos por MacGregor, cada uno de ellos estampado con un autógrafo de fax de Como. [210] Sus colegas celebraron un Torneo anual de Golf Perry Como para honrarlo a él y a su amor por el juego. [211] [212] Los invitados de Como en la transmisión del 3 de octubre de 1962 fueron Jack Nicklaus , Arnold Palmer y Gary Player . Los cuatro golfistas jugaron 18 hoyos para las cámaras en Sands Point, Nueva York , donde los Como hicieron su hogar en los años de la televisión. [185] [213] Como también disfrutaronDespués de que la familia se mudó a Florida, se pudo pescar en su bote casi a diario. Las capturas de Perry por lo general resultan ser las cenas de la familia Como. [208] [84] Como también usó su bote como sala de ensayo con cintas instrumentales pregrabadas que le envió RCA Victor. Perry trabajaría en el material mientras esperaba que los peces picaran. [214] Habiendo disfrutado del golf y la pesca en las montañas de Carolina del Norte durante varios años, Como construyó una casa de vacaciones en Saluda, Carolina del Norte , en 1980. Desanimó las fotos de su hogar, ya que era su lugar privado para alejarse de la celebridad. vida. [215] [216] [

## Muerte
Perry Como murió mientras dormía el 12 de mayo de 2001 en su hogar en Júpiter Inlet colony, Florida, seis días antes de su 89° aniversario. Empezaba a presentar síntomas de la enfermedad de Alzheimer. Su hijo mayor, Ronnie y su hija, Terri, no se ponían de acuerdo en las interpretaciones de Como en 1999 teniendo que ir a las cortes al año siguiente de su muerte. Su funeral se realizó en la plaza Mass de Edward's Catholic Church en Palm Beach,, Florida. Perry y su esposa, Roselle están sepultados en Riverside Memorial Park, Tequesta, Palm Beach, Florida.

## Honores y tributos

### Premios
Perry Como recibió en 1959 el Grammy por la mejor interpretación vocal masculino. Cinco Emmys de 1955 a 1959. Un premio Christopher en 1956 y un premio Peabody compartido con su buen amigo Jackie Gleason en 1956. Fue inducido al Salón de la Fama de la Academia de Artes y Ciencias de la Televisión en 1990 recibido en el Kennedy Center Honor en 1987. De manera póstuma recibió un Grammy de por vida en el año 2002. Fue inducido al Salón de la Fama de Long Island en el año 2006. Está distinguido de tener tres estrellas en el Paseo de la Fama de Hollywood por su trabajo en la radio, televisión y en la música.